# Rodameuschel (Mehna)
Rodameuschel ist ein Ortsteil von Mehna im Landkreis Altenburger Land in Thüringen.

## Lage
Rodameuschel liegt westlich von Mehna an der Kreisstraße 534 im Altenburger-Schmöllner-Lösshügelland, einem Ausläufer der Leipziger Tieflandbucht in dem Ackerbaugebiet um Schmölln und Dobitschen. Südlich des Dorfs befindet sich der Kleine Gerstenbach, ein Quellfluss des Gerstenbachs.

## Geschichte
Zwischen 1181 und 1214 wurde das Dorf erstmals urkundlich erwähnt. Rodameuschel gehörte zum wettinischen Amt Altenburg, welches ab dem 16. Jahrhundert aufgrund mehrerer Teilungen im Lauf seines Bestehens unter der Hoheit folgender Ernestinischer Herzogtümer stand: Herzogtum Sachsen (1554 bis 1572), Herzogtum Sachsen-Weimar (1572 bis 1603), Herzogtum Sachsen-Altenburg (1603 bis 1672), Herzogtum Sachsen-Gotha-Altenburg (1672 bis 1826). Bei der Neuordnung der Ernestinischen Herzogtümer im Jahr 1826 kam der Ort wiederum zum Herzogtum Sachsen-Altenburg.
Nach der Verwaltungsreform im Herzogtum gehörte Rodameuschel bezüglich der Verwaltung zum Ostkreis (bis 1900) bzw. zum Landratsamt Altenburg (ab 1900). Das Dorf gehörte ab 1918 zum Freistaat Sachsen-Altenburg, der 1920 im Land Thüringen aufging. 1922 kam es zum Landkreis Altenburg.
Am 1. Juli 1950 wurde Rodameuschel gemeinsam mit dem Nachbarort Zweitschen nach Mehna eingemeindet. Bei der zweiten Kreisreform in der DDR wurden 1952 die bestehenden Länder aufgelöst und die Landkreise neu zugeschnitten. Somit kam Rodameuschel als Ortsteil der Gemeinde Mehna mit dem Kreis Schmölln an den Bezirk Leipzig, der seit 1990 als Landkreis Schmölln zu Thüringen gehörte und 1994 im Landkreis Altenburger Land aufging. 2012 lebten im Ortsteil 100 Einwohner.